# Киевский таксомотор

## История
История киевского такси берет начало в конце XVIII – начале XIX столетия. В этот период на улицах Киева впервые появились конные экипажи, зарабатывающие частным извозом. Фиксированную плату за проезд, которую извозчики могли брать за проезд, устанавливали городские власти. Первый автомобиль-таксомотор появился в Киеве в 1913 году.
Для первой киевской фирмы такси машины были закуплены у чикагской таксомоторной компании. Это были автомобили марок Форд, Мерседес-Бенц, Рено, Додж и Лорен-Дитрих.  Чикагская компания придумала для себя отличительные полоски с чёрно-белыми шашечками. Поэтому именно такие полоски с шашечками стали первыми отличительными признаками киевского такси.
Стоимость поездки составляла 1 рубль 20 копеек за 10 км или за один час езды.
Оплата производилась по показаниям таксометра.
В 1914 году с началом Первой мировой войны деятельность киевского такси прекратилась.
Вновь такси в Киеве заработало только в 1930 году. В городе открылся первый государственный таксомоторный парк, имевший в своем составе 4 автомобиля АМО и 8 водителей, работавших посменно. В 1934 году для нового автопредприятия Киев получил 13 легковых автомашин марки ГАЗ-А с таксометром снаружи кузова. Также появился диспетчер, принимавший заказы по телефону. К 1938-му количество киевских таксомоторов выросло до 150.
Сведений о работе такси в период немецкой оккупации Киева 1941-1943 гг. нет. Государственной таксомоторный парк возобновил свою работу в 1943 г., имея в своем составе 10 автомобилей ЗИС-5.
В послевоенные годы количество таксомоторных парков и автомобилей такси в Киеве увеличивается. Основу автопарка составляют легковые автомобили ГАЗ-М-20 «Победа», а также ЗИМ (ГАЗ-12) и  ЗИС-110. Стоимость проезда в них была разной: 1 км проезда в ЗИМе и ЗИСе стоил 20 копеек, а в «Победе» – 15 копеек.
В 1946-1960 годах основу таксомоторного парка составляли автомобили ГАЗ-М-20 «Победа». В течение 1960-х их полностью заменили ГАЗ-21 «Волга». В 1971-1973 годах основной машиной такси стали «Волги» ГАЗ-24-01 и ГАЗ-24-04.
Оплата проезда в них составляла 20 копеек за посадку, и столько же за каждый километр проезда.
В 1985 г. в Киеве функционировали 4 таксопарка (более 3 тысяч легковых автомобилей).
«Волги» составляли основу таксопарков до середины 1990-х годов.
По состоянию на 2018 год услуги такси в Киеве оказывают исключительно частные фирмы и индивидуальные перевозчики. В такси может работать автомобиль любой марки, пригодный для перевозки пассажиров.